# Ricardo Lagos
Ricardo Froilán Lagos Escobar (Santiago del Cile, 2 marzo 1938) è un politico cileno, Presidente del Cile dall'11 marzo 2000 all'11 marzo 2006. Fa parte del Partito Socialista Cileno.

## Biografia
Ricardo Lagos ha iniziato la sua attività politica inizialmente come militante del Partito Radicale del Cile, ma successivamente uscirà da tale formazione politica per militare nella sinistra indipendente. Nel frattempo Lagos studia economia in diverse università del Cile, del Messico e degli Stati Uniti.
All'ascesa di Salvador Allende come primo presidente socialista del Cile, Lagos divenne uno dei suoi più stretti collaboratori fino alla caduta del governo causata dal colpo di Stato del settembre '73 in cui il generale Augusto Pinochet assunse il ruolo di presidente della giunta militare di governo. Lagos assieme alla sua famiglia si trasferì a Buenos Aires e successivamente negli Stati Uniti e nel 1978 ritorna in Cile per entrare nelle file delle opposizioni alla dittatura, divenendo leader del Partito Socialista Cileno e dell'Alleanza Democratica, la prima coalizione di centro-sinistra formata assieme ai democristiani del PDC.
Membro del comitato per le libere elezioni, dopo la vittoria delle opposizioni nel referendum del 1988 Lagos sostenne la candidatura di Patricio Aylwin al presidenza del Cile come leader della coalizione di centrosinistra Concertación de Partidos por la Democracia, la coalizione che governa il Cile dal 1990. Fondatore di un nuovo partito socialista chiamato Partito per la Democrazia, nel nuovo governo Aylwin Lagos divenne ministro dell'Istruzione, incarico che abbandonò per candidarsi alle elezioni primarie del 1993 nelle quali fu sconfitto da Eduardo Frei Ruiz-Tagle. Dopo la vittoria di Frei alle elezioni presidenziali del 1993, Lagos divenne ministro delle Opere Pubbliche nel nuovo governo di centrosinistra.
Nel 1999 si candidò alle primarie della coalizione sconfiggendo il senatore democristiano Andrés Zaldívar. Al ballottaggio delle presidenziali '99 sconfisse il leader dell'Unión por Chile Joaquín Lavín con il 51,3%.
Il governo di Lagos è stato uno dei più popolari arrivando a toccare il 75% di popolarità. Durante la sua presidenza si sono intensificate le riforme istituzionali, la crescita economica, le relazioni estere ed è stata conclusa la lunga transizione alla democrazia.
Considerato come uno dei possibili candidati della Concertación de Partidos por la Democracia per le presidenziali del 2009, il 5 dicembre 2008 ha ribadito la sua volontà di non presentarsi alle elezioni.